# Dekretov porast

Poloha CHA v rámci pohoří Velká Fatra

Dekretov porast je chráněný areál v oblasti Velká Fatra.
Nachází se v katastrálním území obce Staré Hory v okrese Banská Bystrica v Banskobystrickém kraji. Území bylo vyhlášeno či novelizováno v roce 1999 na rozloze 6,2200 ha. Ochranné pásmo nebylo stanoveno.

## Předmět ochrany
Chráněné území je pojmenované podle slovenského lesníka Jozefa Dektret-Matejovie, který zavedl v té době průkopnické umělé zalesňování vykácených ploch. Téma zřízení chráněného areálu bylo předmětem semináře organizovaného ve Zvolenu v roce 1994 u příležitosti 220. výročí narození Josefa Dekret-Matejovie. Jedním ze závěrů tohoto semináře bylo zachovat na něj pro budoucí generace lesníků na Slovensku i živou památku v podobě lesních porostů, které sám založil. Na podnět Ing. Júlia Burkovského se k tomu zavázala Správa CHKO Velká Fatra v roce 1997 zpracováním návrhu CHA Dekretov Porast. Otázkou, zda je možné ještě v dnešní době najít lesní porosty založené Josefem Dekret-Matejovie se zabývala Zpráva CHKO Velká Fatra už v letech 1978-1980. Studiem archivních materiálů a jejich ověřením v terénu se toto potvrdilo. Tyto lesní porosty se nacházely hlavně v lokalitách Zadní Japeň a v Hornojelenském údolí v lokalitách Brestiná a Kohútová. Z původních porostů založených Jozefem Dektret-Matejovie v letech 1825 - 1937 pro účely CHA nejlépe z hlediska složení dřevin, věku a struktury vyhovovala část lesního porostu č. 466 v lesním hospodářském celku Staré Hory o výměře 6,22 ha. Ve věkově velmi různorodém porostu jsou nejcennější mohutné exempláře jedle, smrku a buku s věkem od 160 do 180 let, s výškou kmene nad 40 metrů.
Po západní hranici CHA prochází  Naučná stezka J. D. Matejovie.